# Dissochaeta pallida
Dissochaeta pallida är en tvåhjärtbladig växtart som först beskrevs av William Jack, och fick sitt nu gällande namn av Carl Ludwig von Blume. Dissochaeta pallida ingår i släktet Dissochaeta och familjen Melastomataceae. Inga underarter finns listade i Catalogue of Life.